# Font de Santa Àgueda (Xèrica)
La Font de Santa Àgueda, a la població de Xèrica, comarca de l'Alt Palància, és una font al nucli de la població, catalogada com a Bé Immoble de Rellevància Local, segons consta a la Direcció General de Patrimoni Artístic de la Generalitat Valenciana, amb codi identificatiu: 12.07.071-013.

## Descripció
És una font en forma de monumental retaule, datada el 1770, en l'estil barroc. Té tres cossos rematats amb frontons mixtilíneos. Els dos cossos laterals corresponen a sengles portes, de les quals la dreta (vista la font de front) està encegada, utilitzant l'esquerra com a via d'accés al tram del carrer que s'estén per darrere del monument hidràulic.
Es va construir en un cèntric punt de la localitat, es va sufragar per aportacions dels veïns. Va ser restaurada al segle xx per l'Escola Taller, que va netejar la pedra de marbre, attent de no danyar-la i mantenir-ne la policromia original. També es rejuntaren els carreus i es va substituir alguna peça excessivament danyada.

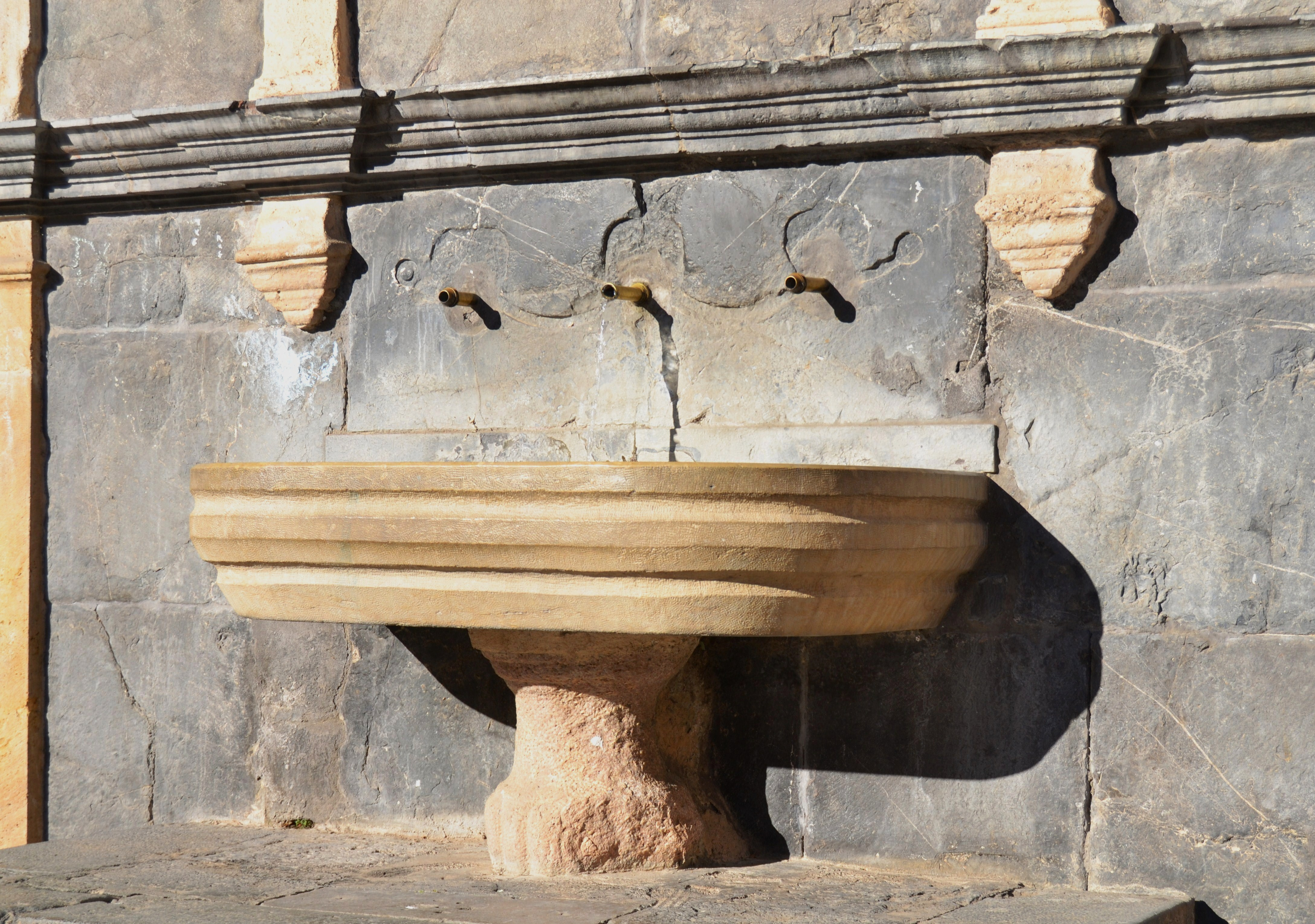
detall de la font
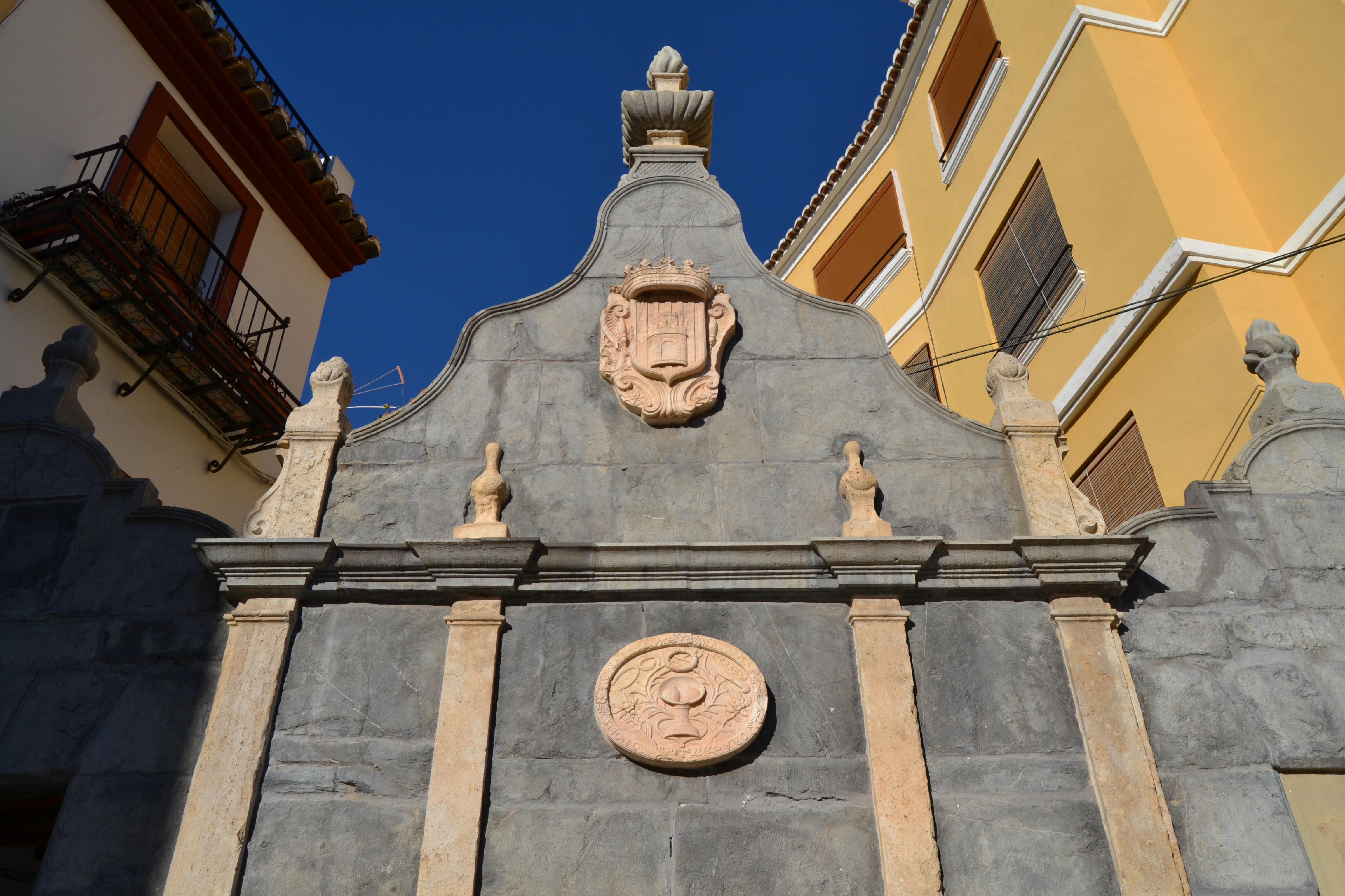
Escut coronat de la localitat
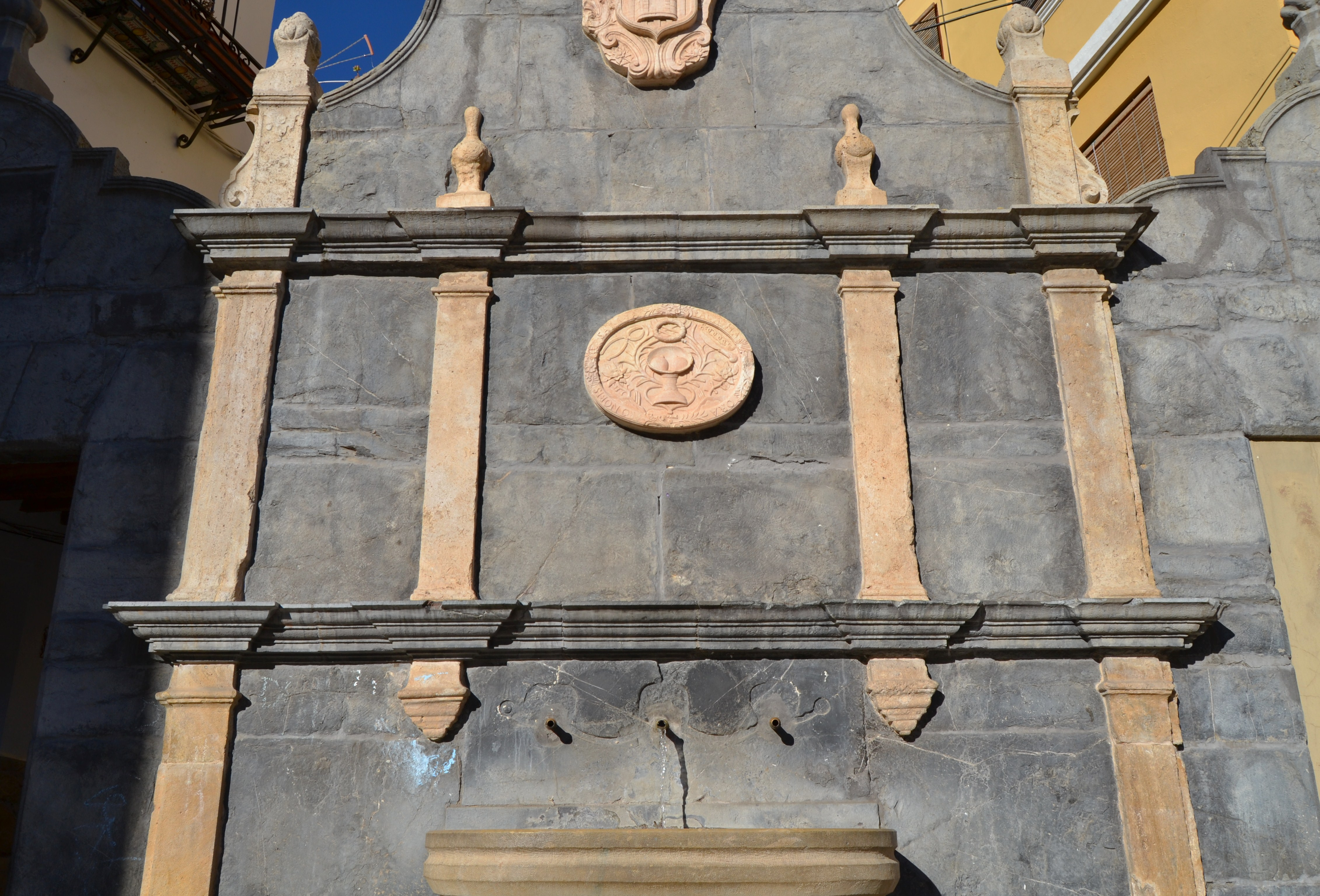
Part central amb subdivisió per pilastres
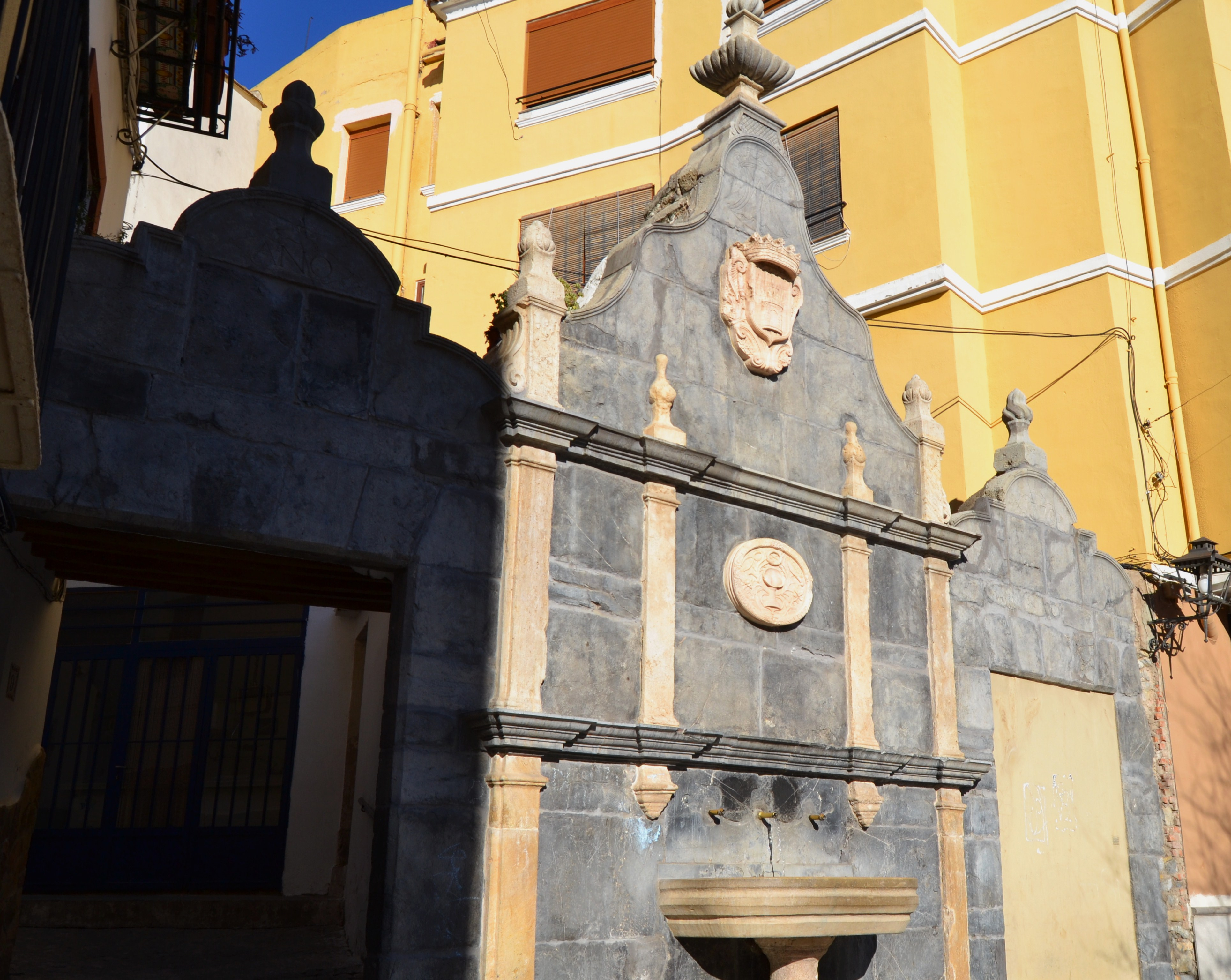
Vista general

El cos central, per la seva banda, està subdividit per  pilastres planes, adossades, que segueixen l'ordre toscà, que acaben emmarcant un oval central que té inscrit l'emblema de  Santa Àgueda.
Al  timpà del  frontó es pot veure un escut coronat de la ciutat.
Per la seva banda, la font se situa a la part baixa del cos central, sobre unes grades, presentant la font forma de tassa semioval, o gairebé banyera, per les dimensions que presenta.